# Park Yeon-jin
Park Yeon-jin (ur. 16 kwietnia 1985) – południowokoreańska zapaśniczka w stylu wolnym. Siódma w mistrzostwach świata w 2007. Brązowy medal na mistrzostwach Azji w 2007 roku.